# Schulaussprache des Lateinischen
Die Schulaussprache des Lateinischen ist das heute in der deutschen Schule gelehrte und gesprochene Latein. Da es nicht die eine einzige historisch korrekte Aussprache gibt, müssen andere Lösungen gesucht werden. Sie ist deshalb ein Kompromiss aus der deutschen Aussprache des Lateinischen und der auf wissenschaftlicher Grundlage rekonstruierten lateinischen Aussprache des Klassischen Lateins. Sie orientiert sich an den Empfehlungen der gängigen Schulgrammatiken und der staatlichen Lehr- und Rahmenpläne und versucht, eine überschaubare praktikable Anzahl von Regeln aufzustellen, die Lehrer und Schüler eine gewisse Sicherheit in der Aussprache bieten.
Es gibt in Deutschland immer noch traditionell, kulturell und landschaftlich bedingte Unterschiede, die sich aber immer mehr nivellieren. Zum Beispiel wurde früher in einigen Bundesländern und auch in katholischen Gegenden das c vor den hellen Vokalen i, e und ae konsequent mittellateinisch als z ausgesprochen, heute aber hat sich die klassische Aussprache des c als k in Deutschland überall durchgesetzt. Die Aussprache kann trotzdem von Schule zu Schule, von Lehrer zu Lehrer abweichen, da die Schulgrammatiken und Lehrpläne immer noch Raum für divergierende Auffassungen und Geschmacksrichtungen zulassen. Die folgenden Regeln stellen deshalb den Querschnitt der schulischen Praxis dar.

## Grundregel der Aussprache
Im Allgemeinen deckt sich die lateinische mit der deutschen Aussprache. Vokale und Konsonanten werden deutlich getrennt gesprochen (ii = i-i, appellare = ap-pel-lare).

## Besonderheiten der Aussprache
- ae wie ä: mae = mä machten die Schafe in Rom, insulae = insulä.
- c und ch wie k: Caesar = Käsar, Cicero = Kikero, chorus = Korus, schola = skola (in Mittellatein c vor den hellen Vokalen e, i, ä wie z: Cicero = Zizero, Caesar = Zaesar).
- ei getrennt: de-inde, me-i, re-i.
- eu getrennt: de-us, me-us. In Interjektionen und griechischen Wörtern wie im Deutschen: heu, heuretes.
- teils: g in gn wie ng in „Engel“: mag-nus = mang-nus, ig-notus = ing-notus.
- i im Anlaut und zwischen Vokalen wie j: iam = jam, Iulia = Julia, maior = major, Pompeius = Pompejus, eius = ejus.
- ie getrennt: di-es.
- oe wie ö: poena = pöna, foedus = födus.
- ti ohne den Zischlaut z (wie im Mittellatein: na-zi-o): natio = na-ti-o, ratio = ra-ti-o, aber: etiam = et-jam (da zusammengesetzt aus et und iam).
- u nach ng, q, s wie w, wenn gefolgt von a oder e (also nicht in ungula): lingua = lingwa, equus = eqwus, suadeo = swadeo.
- ui getrennt: mo-nu-i.
- Zusammenfassung der Besonderheiten mit Hörbeispiel: mae, Caesar, Cicero, chorus, schola, deinde, mei, rei, deus, meus, magnus, ignotus, iam, Iulia, maior, Pompeius, eius, dies, poena, natio, ratio, etiam, lingua, equus, suadeo, monui – anhörenⓘ/?.

Je nach ästhetischem Empfinden des Lehrers (und teilweise der Schüler) können in unterschiedlichem Ausmaß mittellateinische Einsprengsel vorhanden sein, etwa: c mittellateinisch in Eigennamen, „ecce“ und „cis“, sonst aber k (also „kito“ und vor allem „skelus“), ti dagegen als zi.

## Hauptregeln der Betonung
Diese sind unstrittig festgelegt und müssen beim Lesen genau beachtet werden. Jedes Wort, das mehr als eine Silbe hat, bekommt einen Akzent (hier gekennzeichnet durch das markierte e). Zweisilbige Wörter werden immer auf der ersten Silbe betont. Erst bei Wörtern mit drei oder mehr Silben kann Unsicherheit auftreten, die aber leicht durch die Beachtung der Betonungsregel (Paenultimagesetz) beseitigt werden kann. Die Betonung ist durch die Quantität (Länge oder Kürze) der vorletzten Silbe (paenultima syllaba) festgelegt. Mit diesem Anhaltspunkt kann die Betonung jedes lateinischen Worts sofort genau ermittelt werden. Dazu gibt es fünf Regeln:
Für alle Wörter gilt:
1. Betone nie die letzte Silbe!

Zweisilbige Wörter werden also immer auf der ersten Silbe betont: mū-rus, co-lor.
Für drei- und mehrsilbige Wörter gilt:
1. Betone die vorletzte Silbe, wenn sie lang ist (a-mī-cus, fe-nes-tra)!
2. Betone die drittletzte Silbe, wenn die vorletzte kurz ist (fa-mi-li-a, Ger-mā-ni-a, Vin-do-bo-na).

Die Quantität, das heißt die Länge der vorletzten Silbe, ist genau festgelegt und ergibt sich wie folgt:
1. Eine Silbe ist lang, wenn sie einen langen Vokal oder einen Diphthong enthält (naturlang): Rō-mā-nus, tau-rus; im Lexikon gekennzeichnet durch das Makron = Längezeichen; nō-mi-nā-re, der Vokal ā in der vorletzten Silbe nā ist lang, also sprich: nō-mi-nā-re.
2. Eine Silbe ist lang, wenn auf deren Vokal zwei Konsonanten folgen (positionslang): lī-ber-tās, auf das e folgen die zwei Konsonanten r-t, also sprich: lī-ber-tās; ebenso fe-nes-tra, co-lum-ba. Ausnahmen: Muta cum Liquida bewirkt keine Positionslänge: te-ne-brae, da ne gefolgt von der Muta cum Liquida br; qu bewirkt ebenfalls keine Positionslänge: col-lo-qui.
3. Vor nf, ns, nct, gn ist der Vokal immer lang: īnsīgnis (sprich īn-sīng-nis), īnfans, sānctus, sīgnum.[2]

## Besonderheiten der Betonung
- Diphthonge sind lang (Mi-nō-tau-rus, au ist ein Diphthong, also: Mi-nō-tau-rus).
- h ist kein Konsonant und bewirkt zusammen mit einem anderen Konsonanten keine Positionslänge. (Siehe auch Hauchlaut.)
- -ne Dieses Enklitikon zieht die Betonung auf die vorletzte Silbe, auch wenn diese kurz ist: i-ta-ne.
- -qu- gilt als ein Konsonant, obwohl als kw gesprochen, bewirkt also keine Positionslänge.
- -que Dieses Enklitikon zieht die Betonung auf die vorletzte Silbe, auch wenn diese kurz ist: Mū-sa-que. Ausnahmen: itaque, utique, undique, da diese nicht als zusammengesetzte, sondern als selbständige Wortpartikel aufgefasst werden.
- -ve Dieses Enklitikon zieht die Betonung auf die vorletzte Silbe: om-ni-a-ve.
- x (eigentlich = cs, gs oder ks) bewirkt Positionslänge: Alexis
- y kann kurz oder lang sein, je nach griechischer Vorlage: Adytum, da y kurz, Corcȳra, da y lang
- z (eigentlich = ts) bewirkt Positionslänge.

## Beispiel für Aussprache und Betonung
Text (Caesar, Bell. Gall. 1,1) mit Silben, Längen: ā ē ī ō ū und mit Akzenten: a e i o u, also die betonten Silben sind hier nur im Vokal markiert:
Anhörenⓘ.

## Österreich
In Österreich folgen die Gymnasien der humanistischen Aussprache des Lateinischen, die auch in katholischen Messen verwendet wird.

### Allgemeine Ausspracheregeln
- Werner Eisenhut, Die lateinische Sprache, München, Zürich 1985 (Artemis), S. 12–22: Zur Aussprache.
- Friedrich Crusius: Römische Metrik. Hildesheim u. a. 1992 (Hueber), Nachdruck der 8. Auflage München 1992 (Olms), S. 2–13: Quantität, Allgemeine Quantitätsregeln, Quantität der Binnensilben und der Endsilben, Griechische Wörter.
- Anton Marx: Hilfsbüchlein für die Aussprache der lateinischen Vokale in positionslangen Silben, Weidmannsche Buchhandlung, Berlin 1889; mit ausführlichem Wörterverzeichnis.

### Didaktische Überlegungen
- Hermann Bick: Zur Aussprache des Lateinischen im Anfangsunterricht und in der Anfangslektüre, herausgegeben vom Institut für Unterrichtsmaterialien und didaktische Forschung der Universität München 1982.
- Andreas Fritsch: Lateinsprechen im Unterricht: Geschichte – Probleme – Möglichkeiten, Buchner, Bamberg 1990, erweiterte Ausgabe 1994; eine Bibliographie mit 300 Titeln, zur Aussprache Seite 146–159.
- Hans-Joachim Glücklich: Korrekte Aussprache des Lateinischen – Ein Lernziel? Altsprachlischer Unterricht, 19, 4, 1976, Seite 108–111; strebt eine sogenannte „historisch korrekte Aussprache“ an.
- Max Mangold: Phonetik und Phonologie des Lateinischen in der Schulgrammatik, in Klaus Strunk (Herausgeber): Probleme der lateinischen Grammatik, in der Reihe: Wege der Forschung, Band 93, Wissenschaftliche Buchgesellschaft, Darmstadt 1973, Seite 59–71; stellt fest, dass die gängigen Schulgrammatiken zwar unzureichend und unwissenschaftlich seien, aber der lateinischen Sprache doch keine Gewalt antäten, was im Unterricht oft geschehe (Seite 62).